# Tỷ lệ lạm phát
Tỷ lệ lạm phát (tiếng Anh: Inflation rate) là tốc độ tăng mặt bằng giá của nền kinh tế. Nó cho thấy mức độ lạm phát của nền kinh tế. Thông thường, người ta tính tỷ lệ lạm phát dựa vào chỉ số giá tiêu dùng hoặc chỉ số giảm phát GDP. Tỷ lệ lạm phát có thể được tính cho một tháng, một quý, nửa năm hay một năm.

## Ý nghĩa
Tỷ lệ lạm phát là thước đo tỷ lệ giảm xuống sức mua của đồng tiền. Nó là một biến số được sử dụng để tính toán lãi suất thực cũng như để điểu chỉnh mức lương.

## Công thức tính

### Tính theo CPI
Nếu Po là mức giá cả trung bình của kỳ hiện tại và P-1 là mức giá của kỳ trước, thì tỷ lệ lạm phát của kỳ hiện tại là:
| Tỷ lệ lạm phát = 100% x | Po – P-1 |
| Tỷ lệ lạm phát = 100% x | P-1      |
Có một số công thức khác nữa, ví dụ: 
Tỷ lệ lạm phát = (log Po - log P-1) x 100%
Về phương pháp tính ra tỷ lệ lạm phát, hai phương pháp thường được sử dụng là:
- căn cứ thời gian: đo sự thay đổi giá cả của giỏ hàng hóa theo thời gian
- căn cứ thời gian và cơ cấu giỏ hàng hóa. Phương pháp này ít phổ biến hơn vì còn phải tính toán sự thay đổi cơ cấu, nội dung giỏ hàng hóa.

Thông thường, số liệu tỷ lệ lạm phát được công bố trên báo chí hàng năm được tính theo cách cộng phần trăm tăng CPI của từng tháng trong năm.

### Tính theo chỉ số giảm phát GDP
Tỷ lệ lạm phát 2025 so với năm 2024 được tính như sau:
| Tỷ lệ lạm phát 2025 = 100 x | Chỉ số giảm phát GDP 2025 - Chỉ số giảm phát GDP 2024 |
| Tỷ lệ lạm phát 2025 = 100 x | Chỉ số giảm phát GDP 2024                             |
Do chỉ số giảm phát được tính bằng GDP giá thực tế/GDP giá gốc so sánh, hiện nay giá gốc so sánh là giá 2024, sự chuyển đổi về giá gốc chủ yếu dựa chỉ số giá PPI (trừ ngành xây dựng và ngành bán và sửa chữa xe có động cơ) nên có thể nói Tỷ lệ lạm phát IR tính theo chỉ số giảm phát GDP là Tỷ lệ lạm phát tính theo chỉ số giá người bán PPI.